# Domingo T. Pérez
Domingo Teófilo Pérez (San Salvador de Jujuy, 7 de enero de 1852-Buenos Aires, 18 de mayo de 1910) fue un político argentino, que se desempeñó como diputado nacional, senador nacional por la provincia de Jujuy (durante casi 25 años) y brevemente presidente provisional del Senado hasta su fallecimiento.
También fue dos veces interventor federal de la provincia de Tucumán (1893-1894 y 1905-1906).

## Biografía
Nacido en San Salvador de Jujuy en 1852, estudió en Jujuy, en Salta y en la ciudad de Córdoba.
No finalizó la carrera de derecho, dedicándose al periodismo. Fue director del diario El Pueblo. En 1877 el gobernador jujeño Cástulo Aparicio lo designó ministro de Gobierno, a los 24 años de edad, y al año siguiente (pese a no tener título de abogado) fue designado juez, llegando a presidir el Superior Tribunal de Justicia provincial. En 1878 también fue elegido diputado provincial por el departamento de Valle Grande.
Lideró el Partido Autonomista de Jujuy y apoyó al gobernador Martín Torino en el movimiento en su contra en mayo en 1879, luchando contra los rebeldes en la Quebrada de Humahuaca. Tras una segunda rebelión que llevó a la renuncia de Torino, Pérez permaneció preso y partió hacia Salta. Allí fue secretario del Juzgado Federal y profesor.
Apoyó la candidatura presidencial de Julio Argentino Roca en 1880, y posteriormente regresó a Jujuy, siendo electo diputado provincial por el departamento El Carmen en 1882, llegando a ser presidente de la Cámara provincial de Diputados.
En 1883 el gobernador José Eugenio Tello lo designó Ministro de Gobierno, en el marco de una alianza entre facciones provinciales, siendo también gobernador delegado. En 1884 fue elegido diputado nacional, desempeñando el cargo por dos años. También fue elegido diputado provincial por el departamento San Antonio manteniendo el cargo de forma consecutiva a sus períodos como legislador nacional.
En 1886 fue designado senador nacional por la provincia de Jujuy, siendo reelegido en 1895 y 1904. También fue presidente provisional del Senado de la Nación en 1910, siendo también vicepresidente en funciones de José Figueroa Alcorta, ante la vacante del cargo.
Fue convencional constituyente de la reforma constitucional de 1898.
En 1898 votó a candidatura de Norberto Quirno Costa como vicepresidente de la Nación, acompañando la fórmula presidencial de Julio Argentino Roca. Producto de su votación, posteriormente Roca al asumir su segunda presidencia ordenó el inicio de la construcción del Ferrocarril Central Norte Argentino a La Quiaca.
En dos breves períodos (1893-1894 y 1905-1906), fue designado interventor federal de la provincia de Tucumán. En 1907 el presidente José Figueroa Alcorta lo designó comisionado en la provincia de Corrientes ante la crisis en los partidos políticos de dicha provincia. También integró el directorio de la Administración General de Ferrocarriles del Estado y presidió la comisión de Tierras y Colonias.
No pudo terminar su tercer período como senador (que se extendía hasta 1913), por su fallecimiento el 18 de mayo de 1910, a los 58 años, en vísperas de los festejos del Centenario de la Revolución de Mayo. Fue sucedido por Manuel Padilla. Sus restos fueron llevados a su provincia en 1929.
Una escuela de San Pedro de Jujuy lleva su nombre.